# Coppa Bernocchi 1996
La Coppa Bernocchi 1996, settantantottesima edizione della corsa, si svolse il 21 agosto 1996 su un percorso di 207 km. Era valida come evento del circuito UCI categoria 1.2. La vittoria fu appannaggio dell'italiano Fabio Baldato, che terminò la gara in 4h43'18, alla media di 43,883 km/h, precedendo i connazionali Andrea Ferrigato e Giovanni Lombardi. L'arrivo e la partenza della gara furono a Legnano.

## Ordine d'arrivo (Top 10)
| Pos. | Corridore          | Squadra            | Tempo    |
| ---- | ------------------ | ------------------ | -------- |
| 1    | Fabio Baldato      | MG Boys Maglificio | 4h43'18" |
| 2    | Andrea Ferrigato   | Roslotto           | s.t.     |
| 3    | Giovanni Lombardi  | Team Polti         | s.t.     |
| 4    | Fabrizio Guidi     | Scrigno            | s.t.     |
| 5    | Paolo Valoti       | Cantina Tollo      | s.t.     |
| 6    | Angelo Citracca    | Ideal              | s.t.     |
| 7    | Massimiliano Lelli | Saeco              | s.t.     |
| 8    | Franco Ballerini   | Mapei              | s.t.     |
| 9    | Alessandro Baronti | Panaria            | s.t.     |
| 10   | Michele Bartoli    | MG Boys Maglificio | s.t.     |